# Chrysargyron
Chrysargyron (Grieks: χρυσάργυρον) is een term voor het heffen van omzetbelasting ten tijde van het dominaat in het Romeinse Keizerrijk. Het zou zijn ingevoerd door keizer Constantijn de Grote in 325. Dit wordt door sommigen in twijfel gesteld, omdat het reeds vroeger zou zijn ingevoerd, maar onder een andere naam.

## Terminologie
Het woord Chrysargyron is een samenstelling uit Chrys ((χρυσός), wat goud betekent, en argyron (ἄργυρος), wat zilver betekent. Andere termen voor de belasting waren: aurum lustrale, lustralis collatio, functio auraria. Lustrale of lustralis verwijst naar lustrum, wat een periode van vijf jaar betekent.

## Gehate belasting
De belasting gold voor alle handelaren, geldschieters, ambachtslieden en anderen die vergoedingen ontvingen voor hun werk, inclusief prostituees. De enige aanvankelijke vrijstellingen waren artsen, leraren en boeren die hun eigen producten verkochten.
De zwaarte van de belasting had te maken met het feit, dat die in een keer moest betaald worden om de vier à vijf jaar. Velen kwamen hierdoor in moeilijkheden.
Keizer Anastasius I schafte deze vorm van belastingheffing af in 498, in het kader van andere fiscale en munthervormingen.